# Scaptia regisgeorgii
Scaptia regisgeorgii är en tvåvingeart som först beskrevs av Taylor 1918.  Scaptia regisgeorgii ingår i släktet Scaptia och familjen bromsar. Inga underarter finns listade i Catalogue of Life.